# Les Grandes-Loges
Les Grandes-Loges és un municipi francès, situat al departament del Marne i a la regió del Gran Est. L'any 2007 tenia 252 habitants.

## Demografia

### Població
El 2007 la població de fet de Les Grandes-Loges era de 252 persones. Hi havia 94 famílies, de les quals 20 eren unipersonals (4 homes vivint sols i 16 dones vivint soles), 25 parelles sense fills i 49 parelles amb fills.
La població ha evolucionat segons el següent gràfic:
Habitants censats

### Habitatges
El 2007 hi havia 101 habitatges, 93 eren l'habitatge principal de la família, 4 eren segones residències i 4 estaven desocupats. Tots els 101 habitatges eren cases. Dels 93 habitatges principals, 80 estaven ocupats pels seus propietaris, 9 estaven llogats i ocupats pels llogaters i 3 estaven cedits a títol gratuït; 6 tenien tres cambres, 20 en tenien quatre i 67 en tenien cinc o més. 73 habitatges disposaven pel capbaix d'una plaça de pàrquing. A 41 habitatges hi havia un automòbil i a 49 n'hi havia dos o més.

### Piràmide de població
La piràmide de població per edats i sexe el 2009 era:
| Homes | Edats   | Dones |
| ----- | ------- | ----- |
| 0     | 95 o +  | 0     |
| 0     | 90 a 94 | 0     |
| 0     | 85 a 89 | 0     |
| 0     | 80 a 84 | 0     |
| 0     | 75 a 79 | 4     |
| 8     | 70 a 74 | 8     |
| 0     | 65 a 69 | 0     |
| 8     | 60 a 64 | 8     |
| 0     | 55 a 59 | 4     |
| 4     | 50 a 54 | 4     |
| 0     | 45 a 49 | 8     |
| 24    | 40 a 44 | 24    |
| 8     | 35 a 39 | 8     |
| 8     | 30 a 34 | 4     |
| 0     | 25 a 29 | 0     |
| 4     | 20 a 24 | 0     |
| 8     | 15 a 19 | 20    |
| 16    | 10 a 14 | 16    |
| 16    | 5 a 9   | 4     |
| 4     | 0 a 4   | 0     |

## Economia
El 2007 la població en edat de treballar era de 165 persones, 124 eren actives i 41 eren inactives. De les 124 persones actives 119 estaven ocupades (63 homes i 56 dones) i 5 estaven aturades (2 homes i 3 dones). De les 41 persones inactives 7 estaven jubilades, 25 estaven estudiant i 9 estaven classificades com a «altres inactius».

### Ingressos
El 2009 a Les Grandes-Loges hi havia 97 unitats fiscals que integraven 264,5 persones, la mediana anual d'ingressos fiscals per persona era de 21.459 €.

### Activitats econòmiques
Dels 5 establiments que hi havia el 2007, 1 era d'una empresa de comerç i reparació d'automòbils, 1 d'una empresa d'hostatgeria i restauració, 1 d'una empresa financera i 2 d'empreses classificades com a «altres activitats de serveis».
L'any 2000 a Les Grandes-Loges hi havia 13 explotacions agrícoles que ocupaven un total de 830 hectàrees.

## Poblacions més properes
El següent diagrama mostra les poblacions més properes.